# 17156 Kennethseitz
17156 Kennethseitz este un asteroid din centura principală de asteroizi.

## Descriere
17156 Kennethseitz este un asteroid din centura principală de asteroizi. A fost descoperit pe 19 mai 1999 la Kitt Peak National Observatory, în cadrul proiectului Spacewatch. Asteroidul prezintă o orbită caracterizată de o semiaxă mare de 3,20 ua, o excentricitate de 0,04 și o înclinație de 25,5° în raport cu ecliptica.